# 서만근
서만근(徐萬根, 1954년 7월 23일, 경상북도 영천시 청통면 ~ )은 대한민국의 전직 공무원이자, 경상남도 행정부지사였다.

## 학력
- 1961.03 ~ 1967.02 금호국민학교 졸업
- 1967.03 ~ 1970.02 계성중학교 졸업
- 1970.03 ~ 1973.02 계성고등학교 졸업
- 1974.03 ~ 1978.02 연세대학교 법학과 학사 졸업
- 1978.03 ~ 1980.02 서울대학교 행정대학원 행정학 석사 졸업
- 1990.03 ~ 1992.02 서던캘리포니아 대학교 대학원 공공행정학 석사 졸업
- 1996.03 ~ 1999.02 경북대학교 대학원 지리학 박사 수료

## 경력
- 1978 제22회 행정고시 합격
- 1995~1996 경상북도청 기획관
- 1996~1997 경상북도청 국제협력실장
- 1997~1998 경상북도 영천시 부시장
- 1998~1999 행정자치부 민방위기획과장
- 1999~2002 대통령비서실 정책기획수석실 시민사회 행정관
- 친일반민족행위진상규명위원회 기획국장
- 2007~2008 행정안전부 지방분권지원단 단장
- 2009.02~2010.10 제30대 경상남도 행정부지사
- 2011~2014 초대 지방공기업평가원 이사장
- 경상대학교 초빙교수

## 수상
- 2009 홍조근정훈장